# Grizzly (film, 2014)
Pour les articles homonymes, voir Grizzly (homonymie).
Ne doit pas être confondu avec Grizzly (film).
Pour plus de détails, voir Fiche technique et Distribution.
Grizzly (Bears) est un documentaire américain réalisé par Keith Scholey et Alastair Fothergill en 2014 et produit par Disneynature.

## Fiche technique
- Titre original : Bears
- Titre français : Grizzly
- Réalisation : Alastair Fothergill et Keith Scholey
- Scénario : Alastair Fothergill et Adam Chapman
- Musique : George Fenton
- Société de distribution : Disneynature
- Durée : 78 minutes
- Langue : anglais
- Date de sortie :
  - États-Unis : 18 avril 2014

## Distribution
- John C. Reilly (V.F. : Féodor Atkine[1]; V. Q. : François-Simon Poirier) : Narrateur